# Сапаллитепа
Сапаллитепа (Сапалли, Сапалли-Тепе) — поселение древних земледельцев II—I тысячелетия до нашей эры, эпохи бронзы на юге Узбекистана, расположенное в долине Сурхандарьи, в 30 км от города Шерабад, Узбекистан.
Археологический памятник был открыт в 1968 году Л.И.Альбаумом. Изучением памятника занималась экспедиция Института археологии АН УзССР в 1969—1974 годах под руководством А. Аскарова. Результаты экспедиции изложены в монографии Аскарова А. А. «Сапаллитепа».

## Описание
Центральная часть поселения имела форму квадрата и была обнесена тремя оборонительными стенами. Единственные ворота в эту крепость-поселение находились на южной стороне.
Раскопки юго-западного участка укрепленной части поселения выявили целый квартал, замкнутый с юга и запада монументальными обводными стенами, а с севера и востока отделенный от остального массива застройки неширокими улицами. Аскаров условно назвал его квартал I. В пределах квартала I обнаружено двенадцать помещений, имеющих как жилое, так и хозяйственно-бытовое назначение. На площади вскрытой части квартала II обнаружено семнадцать помещений, имеющих жилое и хозяйственно-бытовое назначение. В раскопанной части квартала III выявлено девять жилых помещений с двумя входными комнатами и два помещения складского характера, всего 8 помещений.

## Находки
В ходе раскопок здесь были обнаружены глинобитные постройки, состоящие из жилых и хозяйственных помещений, остатки мастерских, где изготавливались керамические изделия, орудия труда, оружие и украшения из бронзы, а также зёрна пшеницы и ячменя, хранившиеся в крупных сосудах — хумах.
Академик А. Аскаров передал Музею истории Узбекистана археологические находки с раскопок памятников Сапаллитепа (II тысячелетие до нашей эры) и Джаркутан (XV-XII веков до нашей эры) в Сурхандарьинской области. Среди них — керамические вазы, дастархан, поверхность которого покрыта штампованными медальонами, а также небольшой подпятник для открывания двери из чёрного базальта.